# Skrzyniec (gromada)
Skrzyniec – dawna gromada, czyli najmniejsza jednostka podziału terytorialnego Polskiej Rzeczypospolitej Ludowej w latach 1954–1972.
Gromady, z gromadzkimi radami narodowymi (GRN) jako organami władzy najniższego stopnia na wsi, funkcjonowały od reformy reorganizującej administrację wiejską przeprowadzonej jesienią 1954 do momentu ich zniesienia z dniem 1 stycznia 1973, tym samym wypierając organizację gminną w latach 1954–1972.
Gromadę Skrzyniec z siedzibą GRN w Skrzyńcu utworzono – jako jedną z 8759 gromad na obszarze Polski – w powiecie lubelskim w woj. lubelskim na mocy uchwały nr 12 WRN w Lublinie z dnia 5 października 1954. W skład jednostki weszły obszary dotychczasowych gromad Skrzyniec i Wierzchowiska ze zniesionej gminy Bełżyce oraz obszar dotychczasowej gromady Borów kol. ze zniesionej gminy Chodel w tymże powiecie. Dla gromady ustalono 16 członków gromadzkiej rady narodowej.
1 stycznia 1956 gromada weszła w skład nowo utworzonego powiatu bełżyckiego w tymże województwie.
1 stycznia 1962 gromadę zniesiono, włączając jej obszar do gromad Chodel (kolonię Borów), Krężnica Okrągła (wieś i kolonię Skrzyniec, wieś i kolonię Wierzchowiska, wieś Wierzchowiska Dolne, wieś Wierzchowiska Górne, wieś Wierzchowiska Stare i kolonię Konstantynówka) i Borzechów (wieś Łączki i kolonię Pawłówek) w tymże powiecie.